# 大賀理紗子
大賀 理紗子（おおが りさこ、1997年1月4日 - ）は、神奈川県横浜市出身の女子サッカー選手。ノジマステラ神奈川相模原所属。ポジションはディフェンダー。

## 人物

### ユース
神奈川県横浜市出身。小学校時代にY.S.C.Cコスモスでサッカーを始める。コスモス時代の後輩に宮川麻都がおり、宮川と共に第22回全国少年少女草サッカー大会（2008年）に出場して優秀選手賞に選ばれこともある。
横浜市立寺尾中学校時代にジェフユナイテッド市原・千葉レディースU-18に所属。2011年度のJFAエリートプログラム 女子U-14トレーニングキャンプに選出され、2011年10月の大韓民国遠征では杉田妃和、北川ひかるなどと共にメンバーに選ばれている。
2014年に日本体育大学進学のためにジェフユナイテッド市原・千葉レディースU-18を離脱。日本体育大学では学友会女子サッカー部（日体大FIELDS横浜）に所属。日本女子サッカーリーグを始め、関東大学女子リーグ戦などの公式試合に出場。2018年度は主将を務め、第27回全日本大学女子サッカー選手権大会では決勝で早稲田大学に1-0で勝利し、17度目の大会制覇を果たしている。

### シニア
日本体育大学卒業後の進路として、日本女子サッカーリーグ1部のノジマステラ神奈川相模原への入団を決めている。
2020年7月、トレーニング中に負傷し、前十字靭帯断裂・後外側支持機構損傷、全治約8か月と診断され、2020年シーズンは全試合欠場となった。

### 代表
2019年、2019 シービリーブスカップに参戦するサッカー日本女子代表（なでしこジャパン）に召集された。

## 個人成績

### クラブ
| 国内大会個人成績 | 国内大会個人成績          | 国内大会個人成績 | 国内大会個人成績 | 国内大会個人成績 | 国内大会個人成績 | 国内大会個人成績 | 国内大会個人成績 | 国内大会個人成績 | 国内大会個人成績 | 国内大会個人成績 | 国内大会個人成績 |
| 年度             | クラブ                    | 背番号           | リーグ           | リーグ戦         | リーグ戦         | リーグ杯         | リーグ杯         | オープン杯       | オープン杯       | 期間通算         | 期間通算         |
| 年度             | クラブ                    | 背番号           | リーグ           | 出場             | 得点             | 出場             | 得点             | 出場             | 得点             | 出場             | 得点             |
| 日本             | 日本                      | 日本             | 日本             | リーグ戦         | リーグ戦         | リーグ杯         | リーグ杯         | 皇后杯           | 皇后杯           | 期間通算         | 期間通算         |
| ---------------- | ------------------------- | ---------------- | ---------------- | ---------------- | ---------------- | ---------------- | ---------------- | ---------------- | ---------------- | ---------------- | ---------------- |
| 2014             | ジェフ千葉レディース U-18 | 2                | -                | -                | -                | -                | -                | 2                | 0                | 2                | 0                |
| 2015             | 日体大FIELDS横浜          | 14               | なでしこ2部      | 25               | 3                | -                | -                | 2                | 0                | 27               | 3                |
| 2016             | 日体大FIELDS横浜          | 3                | なでしこ2部      | 13               | 0                | 8                | 0                | 2                | 0                | 23               | 0                |
| 2017             | 日体大FIELDS横浜          | 3                | なでしこ2部      | 18               | 3                | 9                | 1                | 2                | 0                | 29               | 4                |
| 2018             | 日体大FIELDS横浜          | 3                | なでしこ1部      | 18               | 0                | 7                | 1                | 2                | 0                | 27               | 1                |
| 2019             | ノジマステラ神奈川相模原  | 16               | なでしこ1部      | 15               | 0                | 9                | 0                | 2                | 0                | 26               | 0                |
| 2020             | ノジマステラ神奈川相模原  | 5                | なでしこ1部      | 0                | 0                | -                | -                | 0                | 0                | 0                | 0                |
| 2021-22          | ノジマステラ神奈川相模原  | 5                | WE               | 20               | 0                | -                | -                | 1                | 0                | 21               | 0                |
| 2022-23          | ノジマステラ神奈川相模原  | 5                | WE               | 20               | 4                | 4                | 0                | 2                | 0                | 26               | 4                |
| 2023-24          | ノジマステラ神奈川相模原  | 5                | WE               | 22               | 1                | 5                | 0                | 1                | 0                | 28               | 1                |
| 2024-25          | ノジマステラ神奈川相模原  | 5                | WE               | 22               | 0                | 4                | 0                | 1                | 0                | 27               | 0                |
| 通算             | 日本                      | 日本             | 1部              | 117              | 5                | 29               | 1                | 9                | 0                | 155              | 6                |
| 通算             | 日本                      | 日本             | 2部              | 56               | 6                | 17               | 1                | 6                | 0                | 79               | 7                |
| 通算             | 日本                      | 日本             | 他               | -                | -                | -                | -                | 2                | 0                | 2                | 0                |
| 総通算           | 総通算                    | 総通算           | 総通算           | 173              | 11               | 46               | 2                | 17               | 0                | 236              | 13               |

- 日本女子サッカーリーグ
  - 初出場 - 2015年4月11日 なでしこリーグ2部 第3節 ASハリマアルビオン戦 (ニッパツ三ツ沢球技場)[9]
  - 初得点 - 2015年5月2日 なでしこリーグ2部 第6節 愛媛FCレディース戦 (愛媛県総合運動公園球技場)[9]

- WEリーグ
  - 初出場 - 2021年9月12日 第1節 マイナビ仙台レディース戦 (ユアテックスタジアム仙台)[10]
  - 初得点 - 2022年10月30日 第2節 サンフレッチェ広島レジーナ戦 (広島広域公園第一球技場)[10]

- 国内リーグ戦出場数
  - 通算150試合出場 - 2024年5月19日 2023-24 WEリーグ 第21節 ちふれASエルフェン埼玉戦 (相模原ギオンスタジアム)

### 代表
- 2019年2月27日 - 日本代表初出場 -  アメリカ合衆国戦 (2019 シービリーブスカップ（英語版）)

#### 出場大会
- 日本女子代表（なでしこジャパン）
  - 2019年 - 2019 シービリーブスカップ（英語版）

#### 試合数
| 日本代表 | 国際Aマッチ | 国際Aマッチ |
| 年       | 出場        | 得点        |
| -------- | ----------- | ----------- |
| 2019     | 3           | 0           |
| 通算     | 3           | 0           |

#### 出場試合
| #  | 開催日        | 開催都市     | スタジアム                         | 対戦国         | 結果  | 監督     | 大会                      | 出典   |
| -- | ------------- | ------------ | ---------------------------------- | -------------- | ----- | -------- | ------------------------- | ------ |
| 1. | 2019年2月27日 | チェスター   | タレン・エナジー・スタジアム       | アメリカ合衆国 | △ 2-2 | 高倉麻子 | 2019 シービリーブスカップ | [ 11 ] |
| 2. | 2019年3月2日  | ナッシュビル | ニッサン・スタジアム               | ブラジル       | ○ 3-1 | 高倉麻子 | 2019 シービリーブスカップ | [ 12 ] |
| 3. | 2019年3月5日  | タンパ       | レイモンド・ジェームス・スタジアム | イングランド   | ● 0-3 | 高倉麻子 | 2019 シービリーブスカップ | [ 13 ] |

## タイトル

### クラブ
- 日体大FIELDS横浜
  - 全日本大学女子サッカー選手権大会: 1回 (2018)

### 個人
- WEリーグ
  - 優秀選手賞: 1回 (2022-23)